# Música de Halloween
La música de Halloween es un género musical definido por temas de terror y popularidad en asociación con la festividad de Halloween.

## Definición
La música de Halloween está vagamente definida y es ambigua, pero se considera más comúnmente que incluye cualquier canción cuya popularidad aumenta estacionalmente alrededor de dos semanas antes de Halloween. Estas canciones suelen incluir temas sobrenaturales, de terror y folklore, y pueden tener como objetivo despertar miedo en los oyentes. La música de Halloween también se ha asociado con la música gótica.

## Historia
El precursor de la música de Halloween es la música blues, que sus detractores apodaron «la música del diablo». El género presentaba letras seculares y, a menudo, sexuales, así como temas relacionados con la opresión racial. Por estas razones, sus detractores lo asociaron con la impiedad. La música blues se define en parte por la escala de blues, que puede usarse para crear sonidos disonantes y «espeluznantes». La música blues influyó en canciones de Halloween como «I Put a Spell on You».
En las décadas de 1950 y 1960, varios grupos de doo wop, grupos influenciados por la música blues, comenzaron a lanzar canciones novedad con temas de Halloween. «Monster Mash» es un ejemplo de una canción novedad doo wop de Halloween. A pesar de sus temas de Halloween, la música doo wop de Halloween de esta época es en gran medida indistinguible de la música doo wop que no tiene temática de Halloween en términos de características musicales.
Después de la década de 1960, la música de Halloween comenzó a dividirse en otros géneros además del blues y el doo wop. La música clásica y hard rock también incluía temas siniestros y, como tal, se han asociado con Halloween. Canciones como «Highway to Hell» y «Sympathy for the Devil» presentan notas de blues y progresiones de acordes inspiradas en el blues.
En las décadas de 1970 y 1980, las películas de terror ganaron popularidad y las bandas sonoras de las películas de terror también comenzaron a asociarse con la festividad. Las bandas sonoras de El exorcista, El resplandor y Halloween se consideran música de Halloween.

## Técnicas musicales
La música de Halloween, aunque diversa, a menudo presenta ciertas técnicas musicales que se utilizan para poner nerviosos a los oyentes. Las técnicas utilizadas incluyen la disonancia entre notas y el uso de tritonos, así como compases irregulares. Ostinato se utiliza para crear suspenso en la música de Halloween, siendo un ejemplo famoso las notas repetidas en el tema principal de Tiburón. La música de Halloween también suele incluir ciertos instrumentos, como el theremín y las ondas Martenot, ambos popularizados en parte por las bandas sonoras de películas de terror.

## Popularidad
La música de Halloween en Estados Unidos aumenta su popularidad unas dos semanas antes del 31 de octubre, momento en el que se produce un aumento en la cantidad de música de Halloween escuchada en servicios como Spotify. La música de Halloween es más popular en el estado estadounidense de Utah, y el grupo demográfico más grande de personas que escucha música de Halloween son las mujeres blancas de entre 30 y 40 años. La canción de Halloween más popular en Estados Unidos es «Thriller» de Michael Jackson.